# Номерні знаки Італії

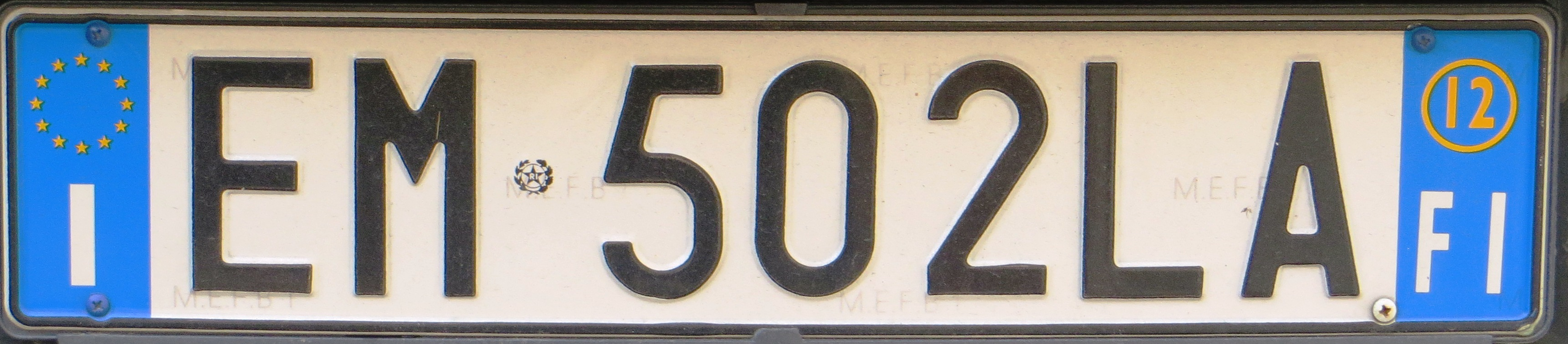
Чинний номерний знак з двома бічними синіми смугами.

Автомобільні номерні знаки Італії використовуються для реєстрації транспортних засобів у Італії. Вони використовуються для перевірки законності використання, наявності страхування та ідентифікації транспортних засобів.
Стандартні номерні знаки мають біле тло, чорні символи та дві бічні сині смуги, однак з яких, смуга ЄС, розміщена ліворуч. З 1994 року поєднання символів є серійним і не пов'язане з географічним розташуванням. Код регіону міститься на правій синій смузі.

## Формат
.

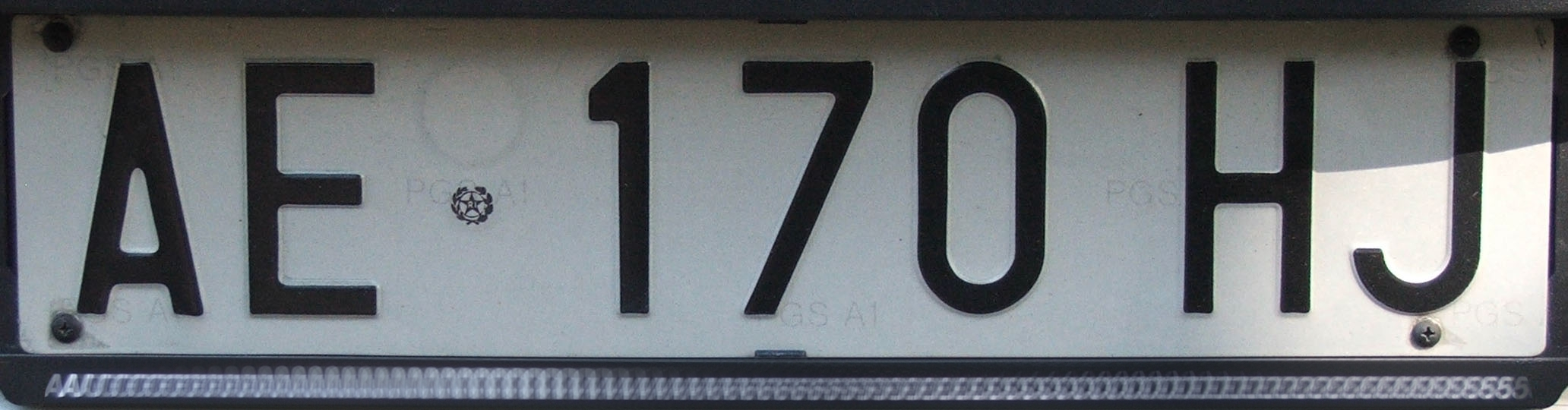
Задній номерний знак зразка 1994-1999 років

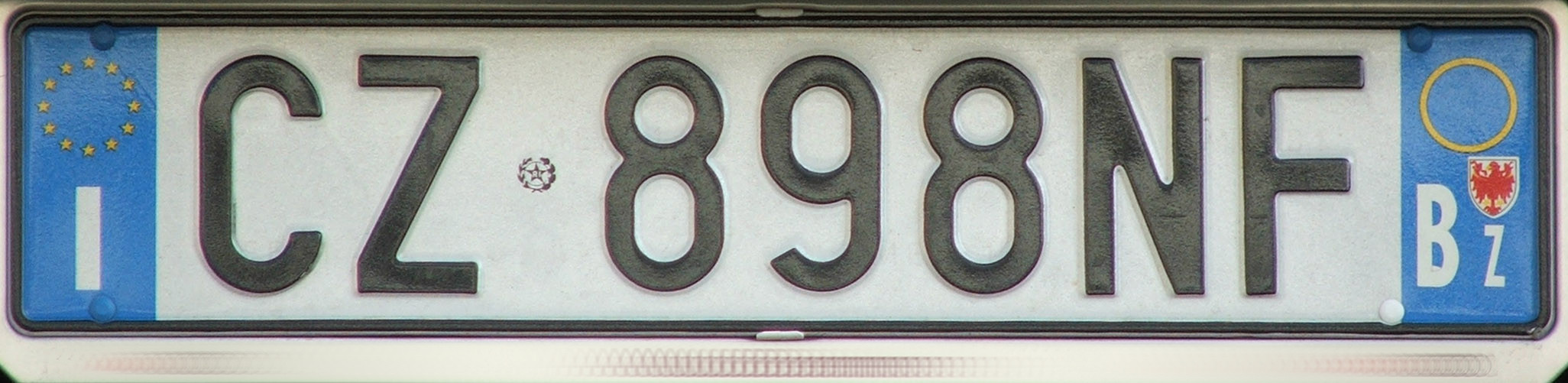
Номерний знак з кодом провінції Больцано.

28 лютого 1994 року запроваджена нова система нумерації, в якій немає прямого географічного принципу побудови комбінацій. Простий алфавітно-цифровий серійний код має форму AA 999 AA,  де «A» — літера латинської абетки, за винятком I, O, Q, U, «9» — цифра від 0 до 9. Генерація серійних номерів здійснюється за принципом вичерпання цифрового набору, потім останніх літер:  AA 000 AA, AA 001 AA ... AA 999 AA, далі AA 000 AB до AA 999 AZ, потім AA 000 BA до AA 999 ZZ, потім AB 000 AA до AZ 999 ZZ, потім BA 000 AA до ZZ 999 ZZ.
Задні пластини можуть бути двох форматів. Замість стандартної прямокутної можна встановити квадратну для транспортних засобів з квадратним тримачем. Якщо задня пластина квадратна, схема нумерації починається з ZA 000 AA.
У 1999 році формат знаків дещо змінений, починаючи з серійного номера BB 000 HH. Шрифт цифр замінений на товстіший. Останні десяткові цифри дуже близькі до третьої літери. На ліву сторону додано стандартну європейську синю смугу з кодом країни «I». Додано другу блакитну смугу з правого боку, з жовтим колом та роком реєстрації. На цій же площині можна розміщувати код регіону.
| AE 170 HJ |

| CZ 898NF Bz |

|        | ZA | MI |
| 904 SZ |    |    |

|        | ZA | MI |
| 904 SZ |    |    |

Квадратний задній 1994-1998 років.
| ZA 563 DE |

## Спеціальні

### Мотоцикли

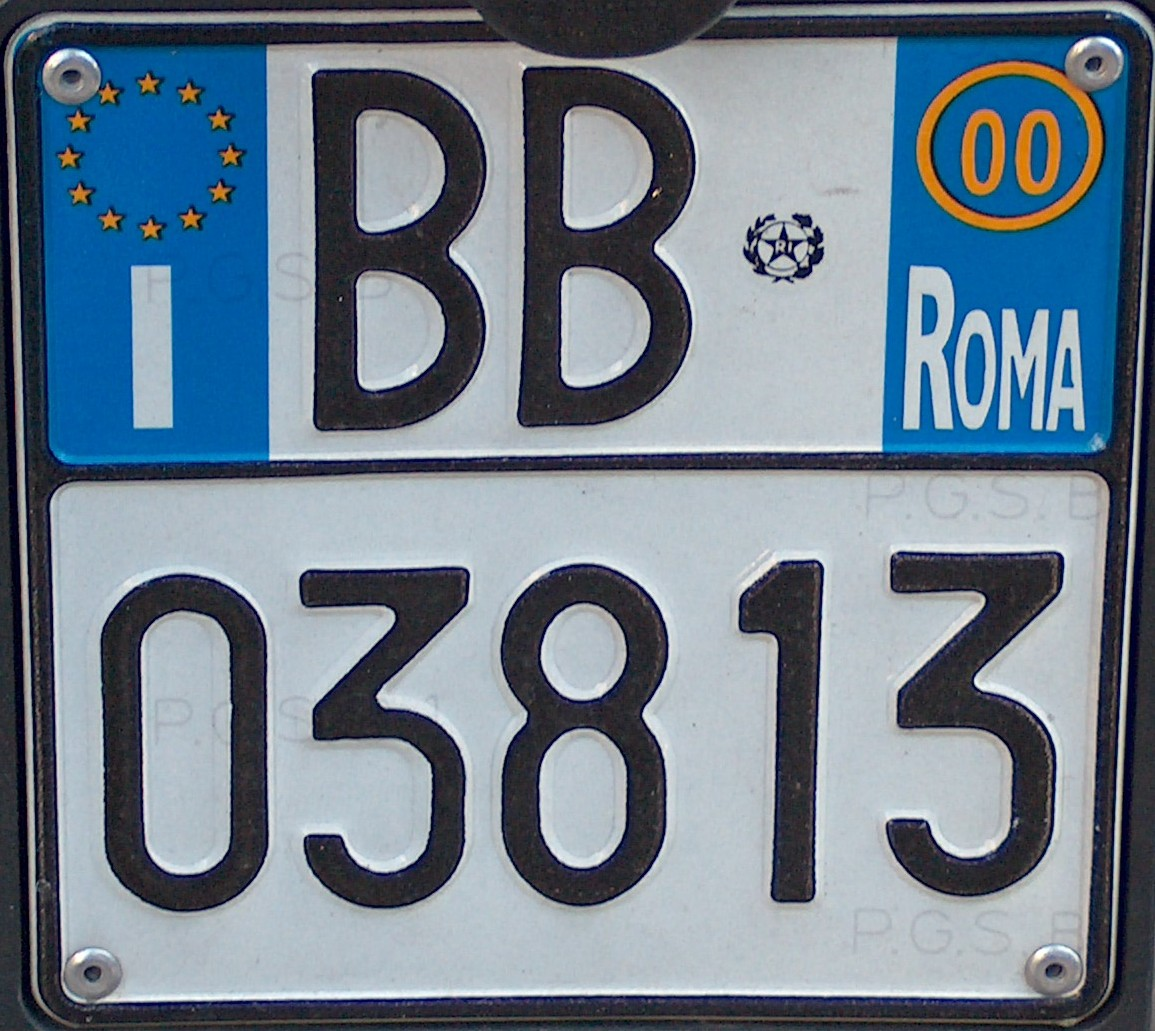
Мотоциклетний номерний знак.

Мотоцикли з 1999 року мають номерні знаки з двома літерами та п'ятьма цифрами, починаючи від AA 00000. Для таких знаків коди провінцій не використовуються для уникнення плутанини (тобто номери після AF 99999 — AH 00000, тому що AG — старий провінційний код для Агрідженто). Розмір пластини становить 177 мм × 177 мм.
Як і автомобілі, мотоцикли мають сині дві бічні смуги, ліворуч — смуга ЄС і міжнародний код Італії (I). Праворуч, синя смуга має жовте коло з роком видачі (00 = 2000) і під ним додаткова наклейка з кодом провінції (Roma — Рим).
З 1994 по 1999 рік мотоциклетні номери не мали синіх смуг, а перша цифра була праворуч від перших двох літер.
|       | BB | ROMA |
| 03813 |    |      |

Стандартний мотоциклетний номерний знак.
| AD 1 0013 |

### Мопеди
Реєстраційні номерні знаки для мопедів були введені в 1994 році. До того мопедам номери не видавалися. Вони мали трапецеподібну форму і мали систему реєстрації, засновану на п'ятизначній літерно-цифровій комбінації, причому перші два символи розміщувалися зверху, наступні три нижче. У 2006 році були введені нові знаки для мопедів. Нові пластини прямокутної форми розміром 12 на 14 см. Містять шість символів: першлю завжди літера «X» («Y» для муніципальної поліції), інші п'ять — за тією ж схемою, що і стара система. Цифри 1 і 0 та літери A, E, I, O, Q і U не використовуються. З 2012 року старі номмери для мопедів не діють. Причиною заміни є те, що за старою системою номерні знаки могли бути перенесені на інший мопед, тоді як нові пластини прив'язані до транспортного засобу.

### Причепи

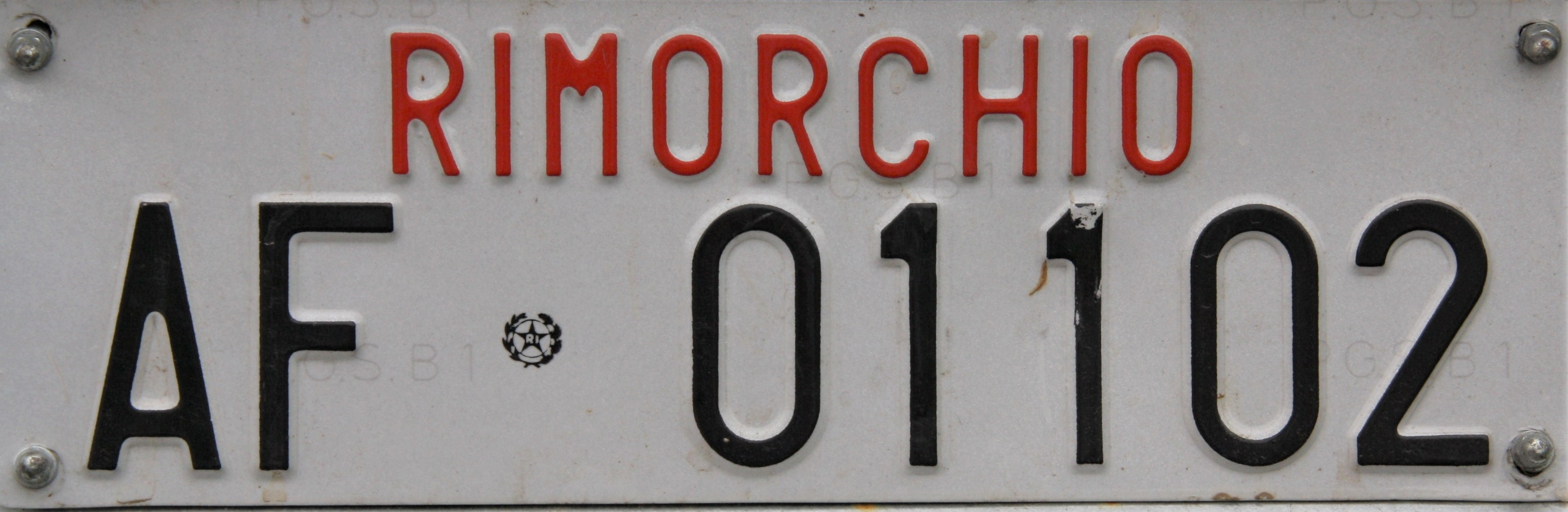
Номер причепа до 2013 року

З лютого 2013 року були введені нові номерні знаки для Причепів та напівпричепів, які мають параметри стандартних із комбінаційною схемою »XL 000 LL, де «L» — літерна серія, «0» — цифра, а «X» — серійна літера для цього типу знаків.
Номерний знак для причепів нового зразка (2013):
| XA 123 AA MI |

Для причепів у 1994-2013 роках.
| RIMORCHIO AA 21633 |

Для причепів у 1985-1994 роках.
| RIMORCHIO MI 121633 |

Для причепів у 1959-1985 роках.
| RIMORCHIO 53043 MI |

Для причепів у 1932-1959 роках.
| MI 2456 Rimorchio |

### Поліцейські

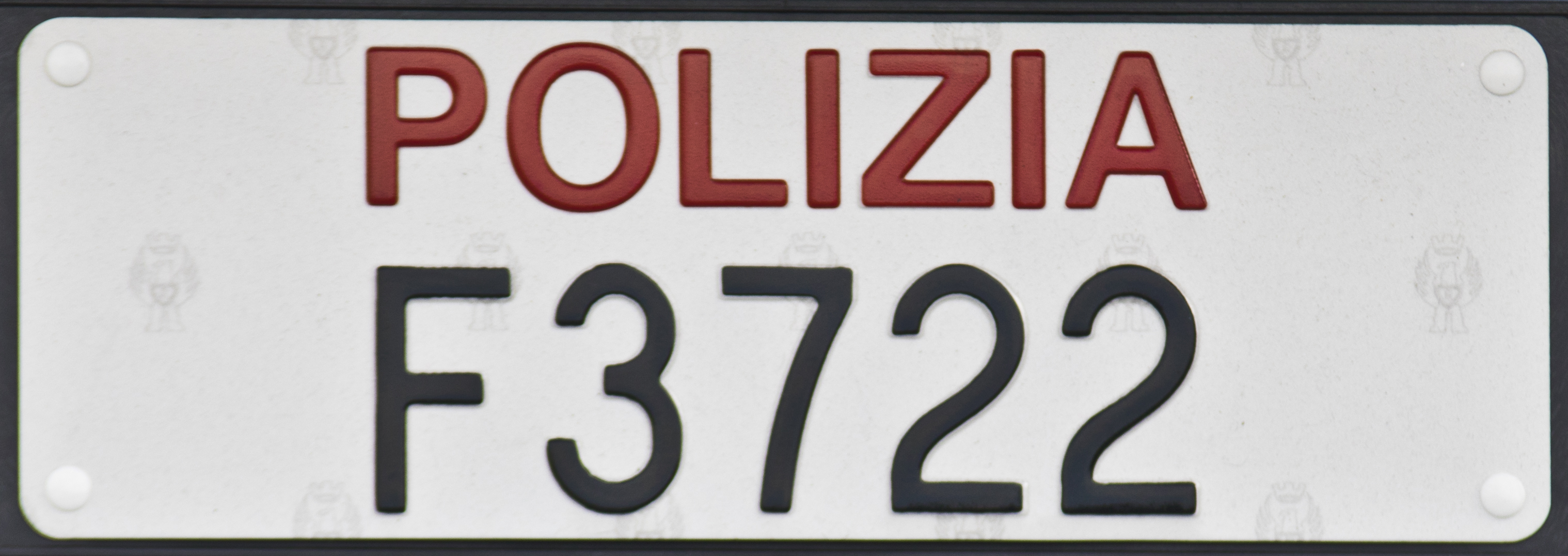
Номерний знак національної поліції.

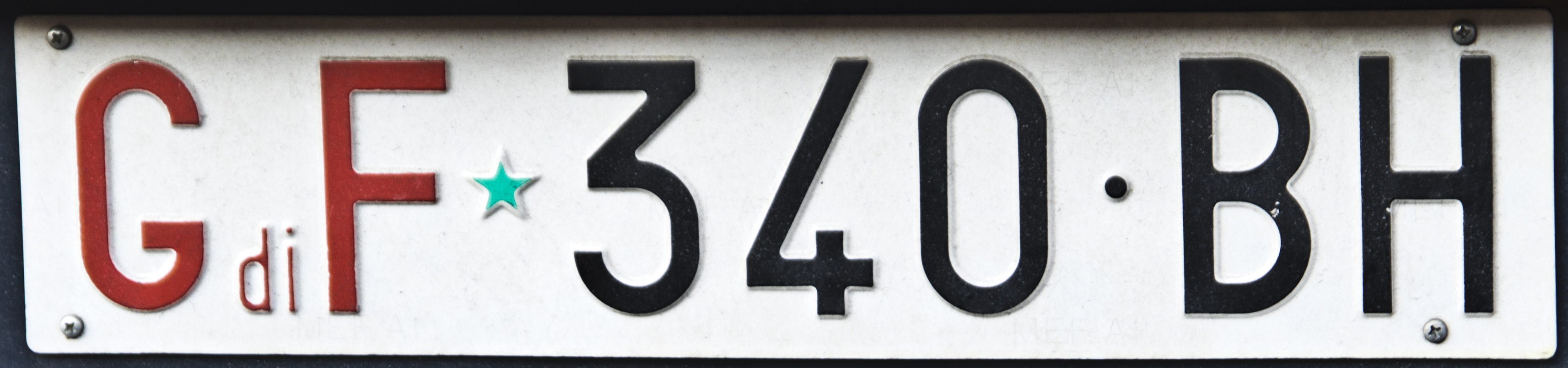
Фінансової поліції.

Місцеві поліцейські сили мають номерні знаки з відміткою «POLIZIA LOCALE» (місцева поліція) синім шрифтом. Вони мають стандартні параметри, схема «YL 000 LL», де «L» — літреа, «0» — цифра, а «Y» — зарезервована літера (для мотоциклів YL 00000, мопедів Y00 000). На відміну від цивільних номерів, вони не містять код країни чи назву регіону. Знаки національної поліції мають відмітку «POLIZIA» червоним шрифтом, за якою слідує літера, а потім цифри. Номерні знаки фінансової поліції починаються з префікса «GdiF» червоним шрифтом, далі серійні літери та три серійні цифри чорного кольору.
Задній поліцейський знак до 1983 року.
| POLIZIA 21633 |

Передній поліцейський знак до 1983 року.
| POLIZIA 21633 |

Чинний номерний знак національної поліції.
| POLIZIA F3722 |

Чинний номерний знак «Guardia di Finanza»
| GdiF 340 BH |

Номерні знаки місцевої поліції з 2009 року.
| YA 124 AA CO |

### Дипломатичні

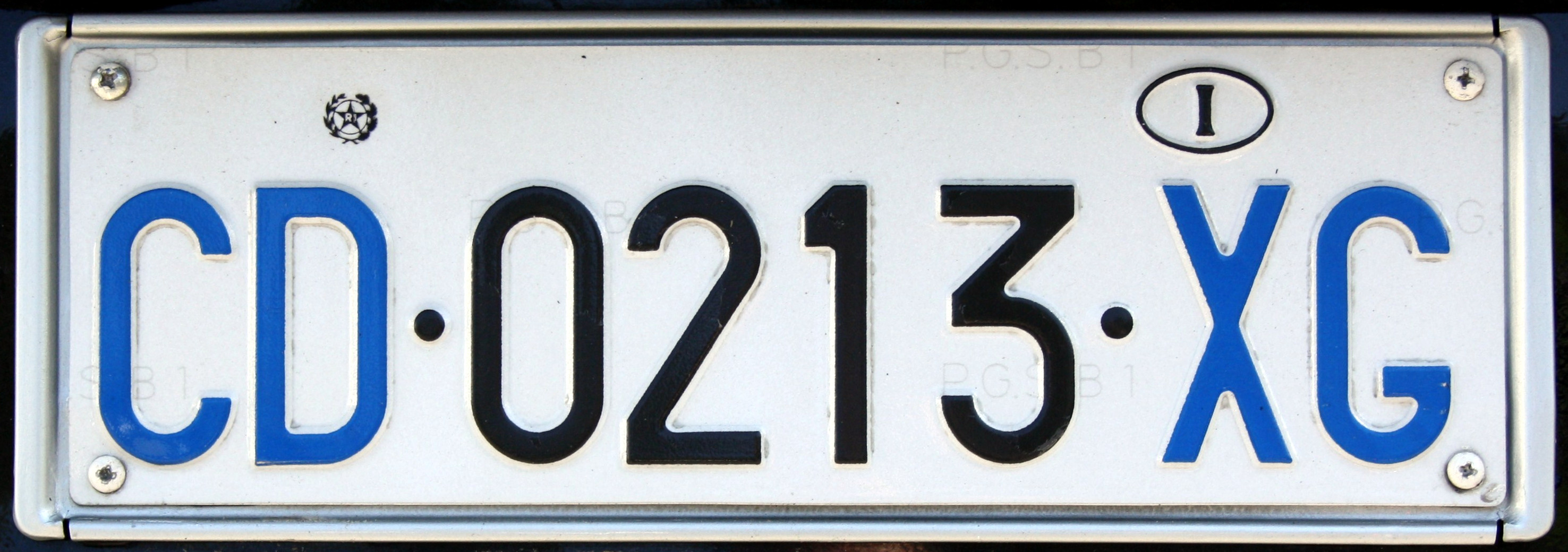
Номерний знак дипломатичної місії Ватикану. З 1995 року.

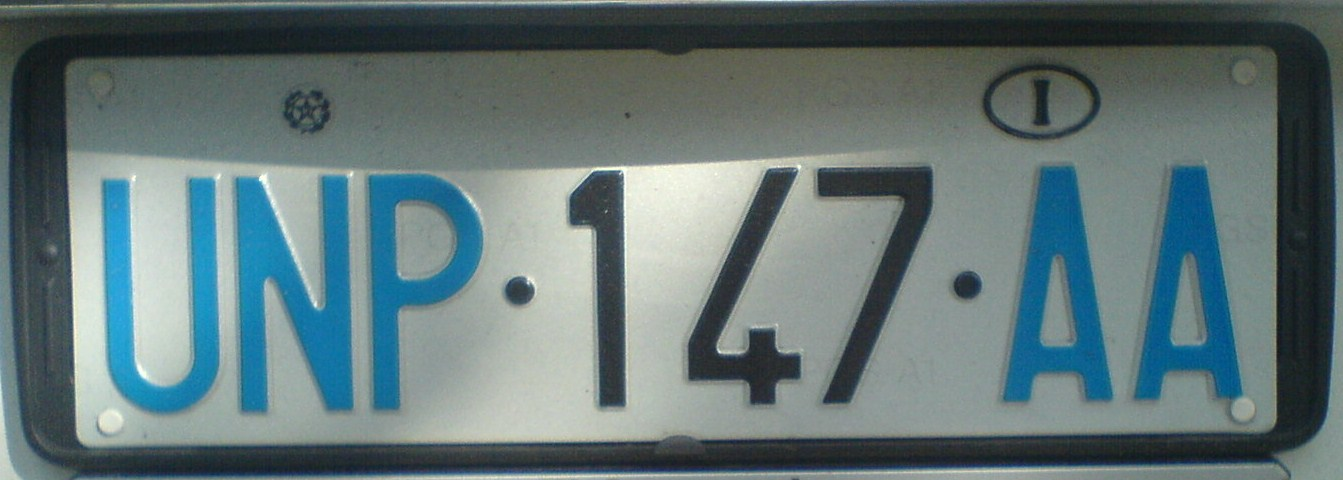
Номерний знак ООН.

З 1985 року дипломатичні номери мають біле тло і сині та чорні символи зі стандартним форматом з двох-трьох літер, чотирьох чифр та двох літер. Схема — «CC 0000 AA» або «UNP 000 AA». «AA» — код країни, а «0» — цифри. Передня і задня пластини номера однакові розмірами 34 на 11 см.
| CD 0213 XG |

| CC 0213 AF |

| CD 22926 |

| CD 2 6421 |

| CD 213 AQ |

| UNP 147 AA |

### Військові

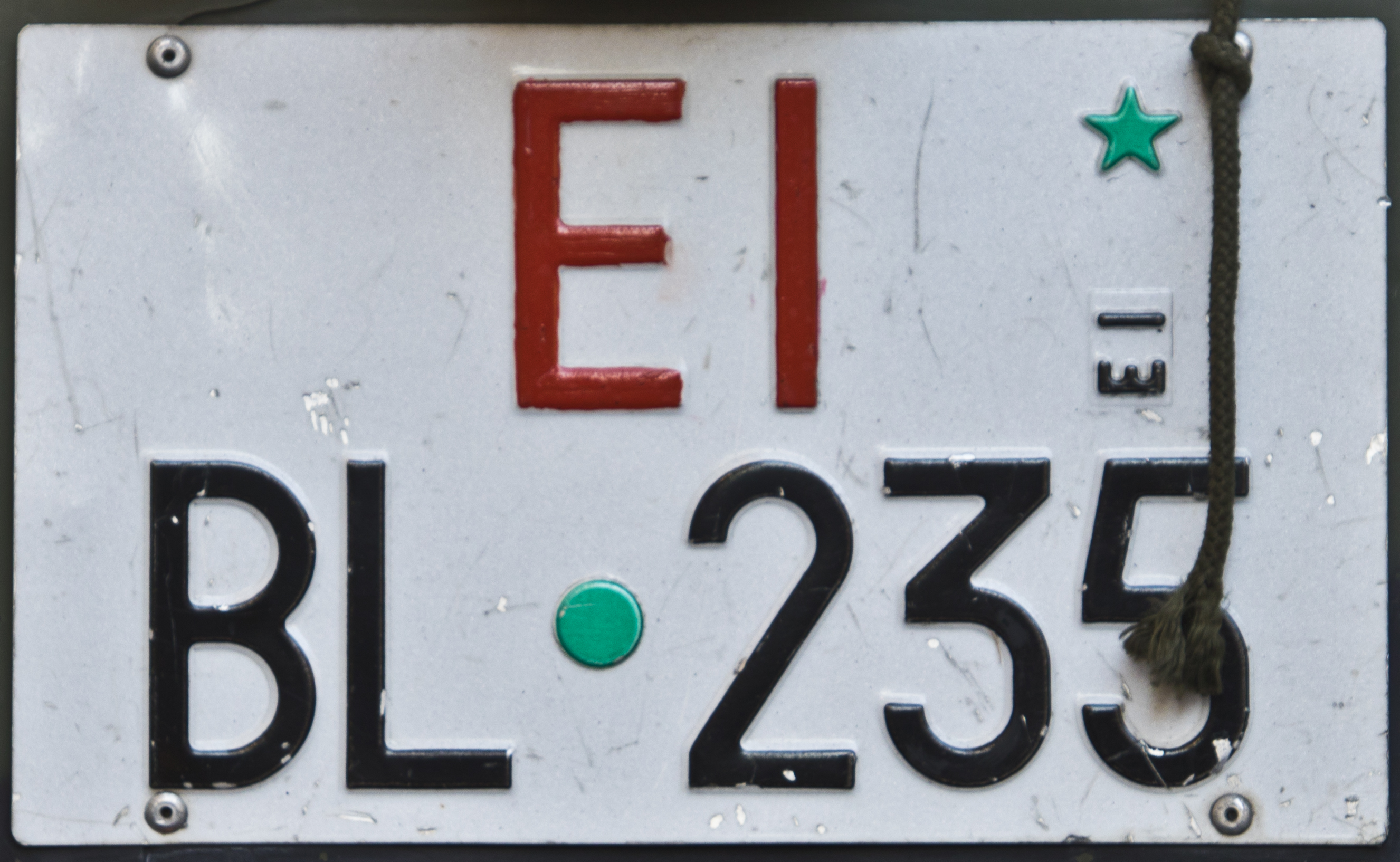
Номерний знак «Esercito Italiano».

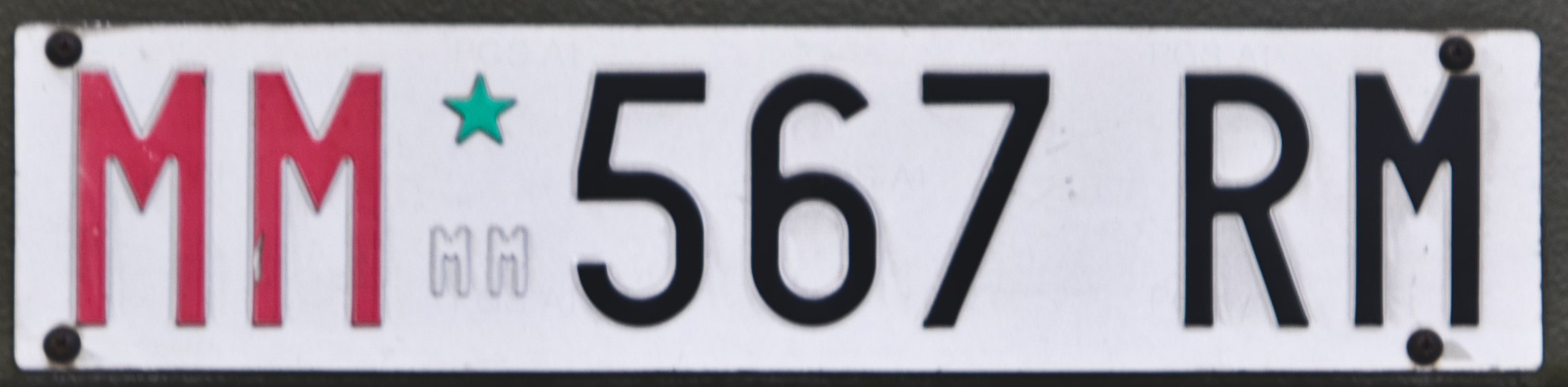
Номерний знак «Marina Militare».

Військові номерні знаки містять спеціальні префікси: EI (Esercito Italiano, Army), AM (Aeronautica Militare, Air Force) і MM (Marina Militare, Navy), всі вони нанесені червоним шрифтом, причепи мають позначення «RIMORCHIO». Інші символи чорним шрифтом на білому тлі. Схема — «EI LL 000». «EI» є префіксом, «LL» — серійною літерою, а «0» — цифрою. У 1980 році військові знаки мають розмір 11 на 34 см як для передніх, так і для задніх пластин, але більш нові пластини мають стандартний розмір для цивільних зразка 1994-99 років. Починаючи з 2004 року, раритетні військові трансопртні засоби, які більше не використовують оригінальну пластину, замість схеми «EI VS 000», мають префікс «VS» зеленим шрифтом. До 1995 року військові знаки використовували систему «EI 000 AA», а до 1985 року — «EI 000000».
| EI BL 235 |

| EI 234554 |

| MM 567 RM |

| MM 25550 |

| EI 42 0116 |

| EI VS 132 |

Військовий причіп.
| RIMORCHIO EI AA 00 |

Військовий мотоциклетний.
| EI A 0351 |

Військовий причіп у 1979-1995 роках.
| EI R12 AE |

### Червоного Хреста

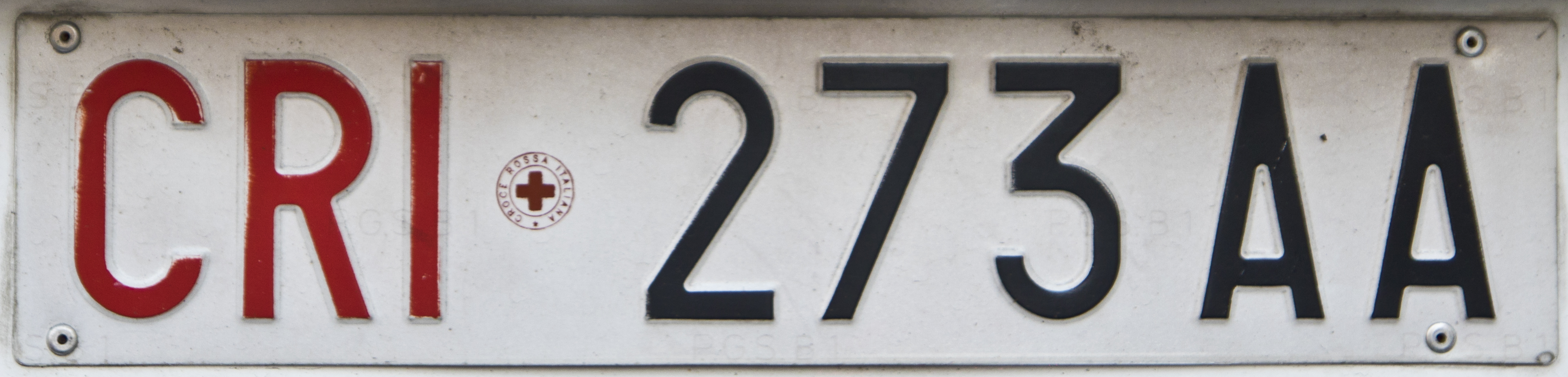
Номерний знак «Croce Rossa Italiana».

Номерні знаки транспортних засобів Червоного Хреста мають префікс «CRI» (Croce Rossa Italiana), нанесений червоним шрифт, стиль — CRI 000LL (до 2007 року був «CRI L000L», мотоцикли «CRI 00000»), де «L» — літера, а «0» — цифра на білому тлі. Між «CRI» та іншими символами є знак Червоного Хреста. Вони використовують один і той же стиль, що й стандартні до 1999 року. Серійний номер дворядкових табличок завжди починається з літери «Z».
Знаки причепів мають позначку «RIMORCHIO» над цифрами за форматом «CRI 0000».
| C.R.I 3235 |

| CRI 1 3235 |

| CRI 12135 |

| CRI A 350 C |

| CRI 273 AA |

| CRI R 1343 |

### Пожежні

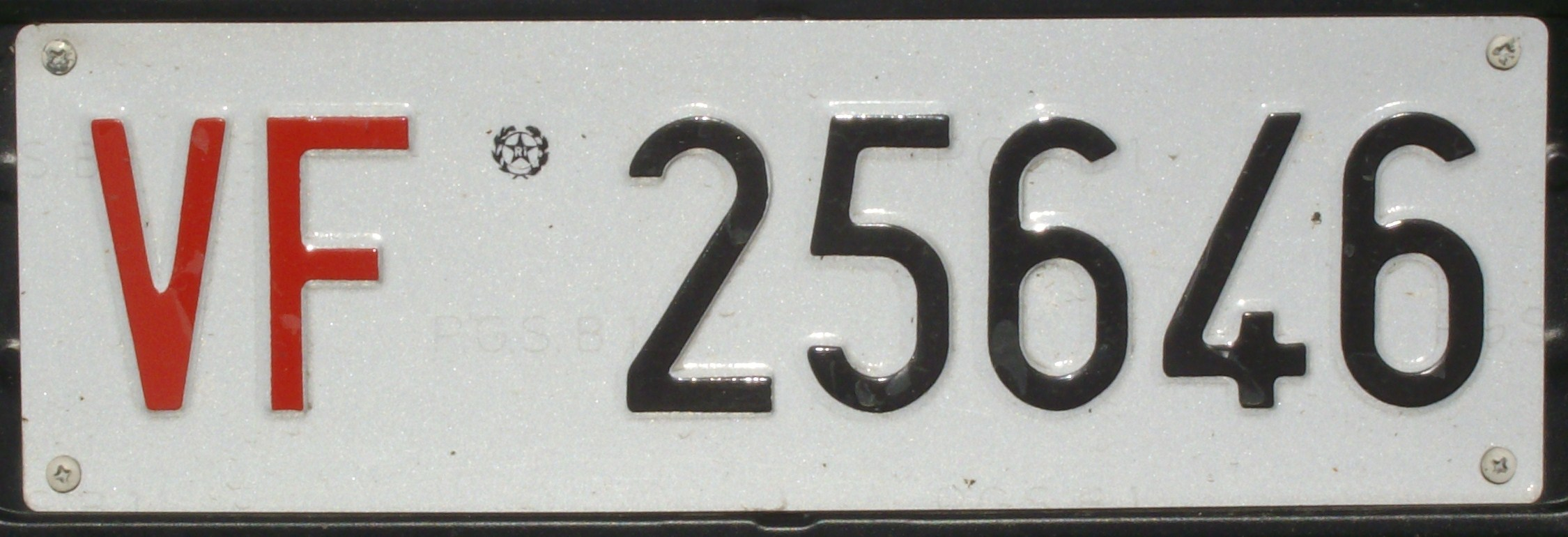
Служби «Vigili del Fuoco»

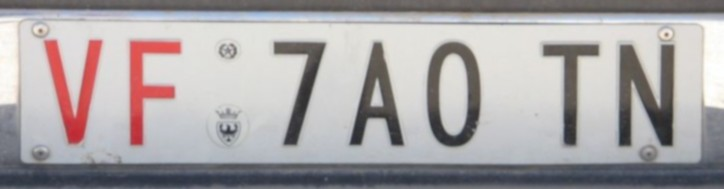
Служби «Vigili del Fuoco» у Тренто.

До 1938 року транспортні засоби пожежної служби використовували цивільні номерні знаки. З 1938 року включено префікс «VF» (Vigili del Fuoco) червоним шрифтом. Пожежні служби автономних областей використовують спеціальні пожежні знаки, що випускаються на місцевому рівні. Їх схеми «VF 0L0 AA» (раніше «VF L00 AA»), де «AA» в кінці може бути «TN» або «BZ». Причепи мають невелику червону літеру «R» між префіксом і цифрами.
| VF 25646 |

| VF R 1234 |

| VF 7A0 TN |

### Мальтійського ордену

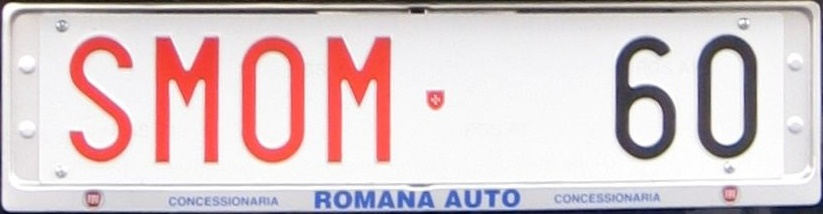
Номерний знак Мільтійського ордену у Римі.

На номерних знаках Мальтійського ордену використовується префікс «SMOM» (Sovrano militare ordine di Мальта), нанесений червоним шрифтом, за яким слідують дві цифри (раніше червоні).
Схематичне зображення:
| SMOM 60 |

### Тимчасові
Тимчасові номерні знаки використовуються для транспортних засобів, що перебувають в Італії транзитом або йдуть на експорт. Позначаються префіксом «EE» означає (Escursionisti Esteri).
Мають стиль дипломатичних знаків, але починаються комбінацією «EE» (чорним шрифтом) замість «CD». У верхній частині пластини міститься пробіл для розміщення наклейок терміну придатності номера.
Схематичне зображення:
| EE 053 AM |

У 1976-1985 роках.
| EE 52926 |

У 1932-1976 роках.
| EE 1 5322 |

У 1932-1985 роках.
| EE 7642 |

З 1985 року.
| EE D881 |

### Сільськогосподарські
Сільськогосподарські машини мають номерні знаки розміром як і мотоциклетні, що відповідають схемі AA-0 / 00A, написаною чорним шрифтом на жовтому тлі. Сільськогосподарські причепи мають позначення «RIM AGR» у верхній частині номера червоним кольором. Стиль такий же, як і для старих номерів для причепів, але фон жовтий. Комбінація — AA-000A.
З 1994 року.
| AA 1 53C |

Для причепів з 1994 року.
| RIM. AGR. AA 000A |

Для причепів у 1985-1994 роках.
| RIM. AGR. PV 1423 |

Для причепів у 1959-1985 роках.
| RIM. AGR. 5341 MI |

У 1948-1985 роках.
| AR 1 9134 |

У 1985-1994 роках.
| NO 3 4134 |

```
Дублікат номера у 1985-1994.
```

| NOR3 4134 |

Дублікат номера 1994 року.
| AA R1 13A |

### Дорожніх служб

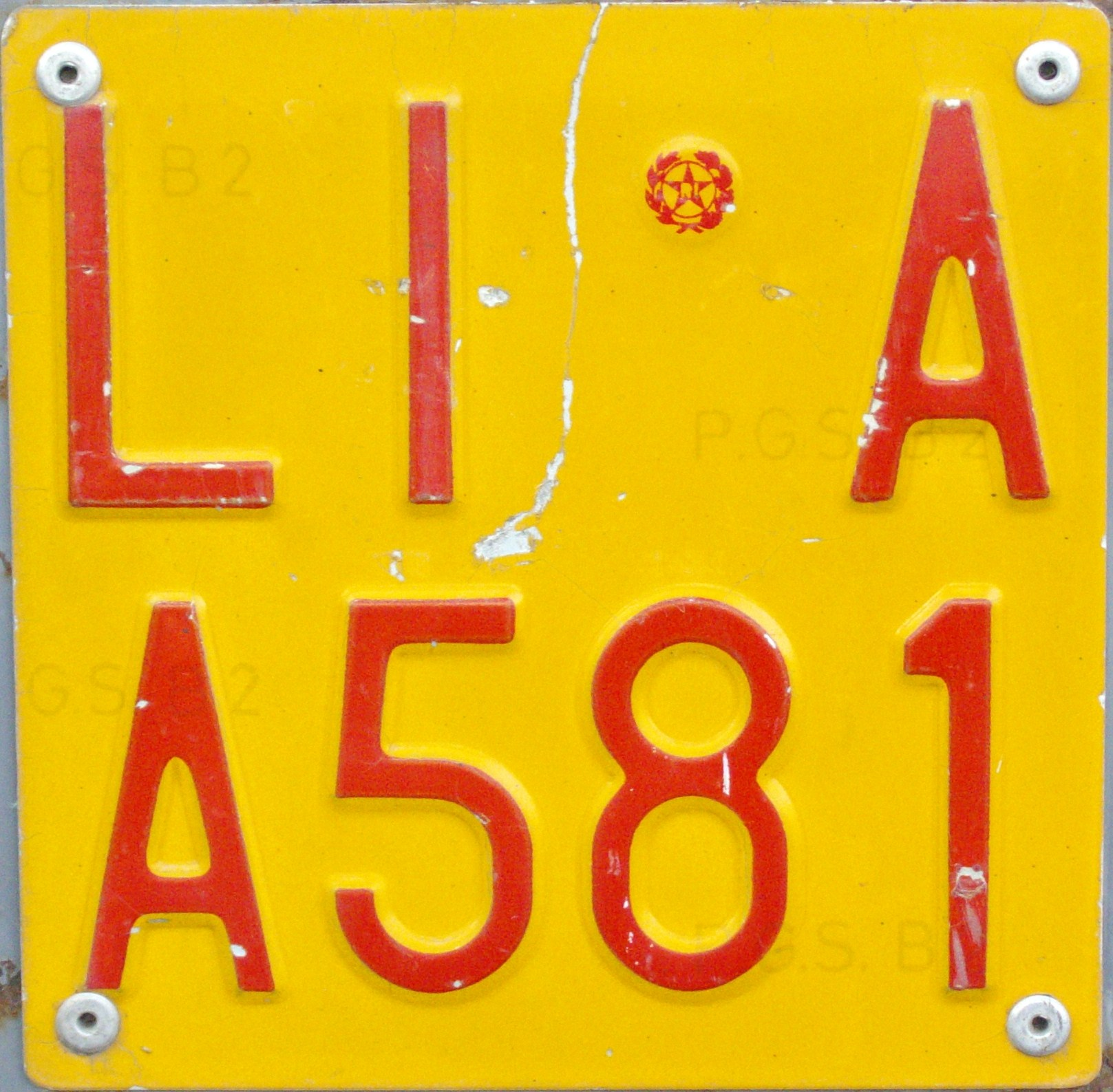
Номерний знак дорожніх служб у 1992-1994 роках.

Номерні знаки машин дорожніх служб мають комбінаційний формат — LL LNNN. Вони квадратні, з червоними символами на жовтому тлі. Введені у 1992 році, а до 1994 року використовували систему «LL LLNNN», де перші два символи були провінційним кодом. Внаслідок розподілених дорожніх машин, провінції роздавали старі системні пластини протягом багатьох років, перш ніж з'явилися нові.
У 1992-1994 роках.
| LI A A581 |

Нового зразка.
| AE J 134 |

Для причепів у 1992-1994 роках.
| MACC. OP. AP A0652 |

Для причепів нового зразка.
| MACC. OP. AD A 652 |

### Служб цивільної оборони

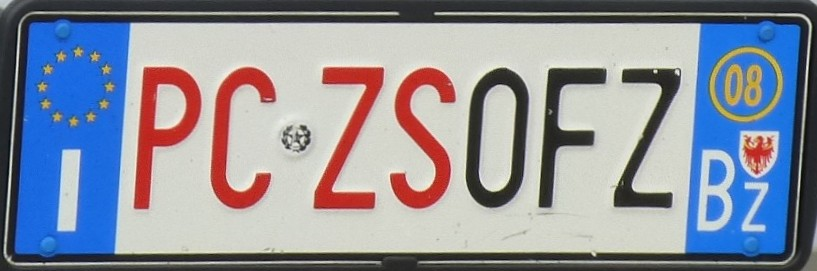
«Protezione Civile» у Больцано.

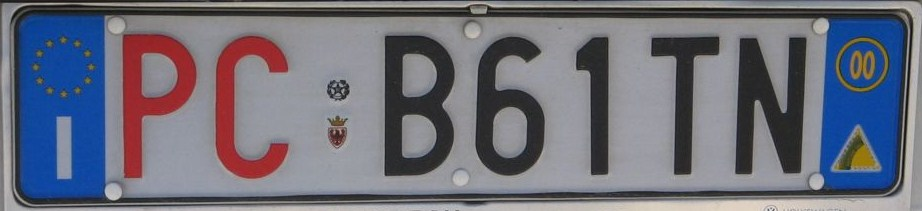
«Protezione Civile» у Тренто.

Номерні знаки служб цивільної оборони діють тільки в автономних регіонах. Мають рефікс «PC» (Protezione Civile), нанесений червоним шрифтом. Трансопртні засоби національного відділу цивільної оборони мають спеціальні пластини з кодом «DPC» (Dipartimento della Protezione Civile), за яким слідує літерно-цифровий код (DPC L 0000), а оперативні транспортні засоби зазвичай мають цивільні пластини.
| DPC X 1234 |

| PC ZS0FZ Bz |

| PC B61TN ? |

| DIPARTIMENTO PROTEZIONE CIVILE RICOVERO DI EMERGENZA RM 0123 |

### Карабінерів

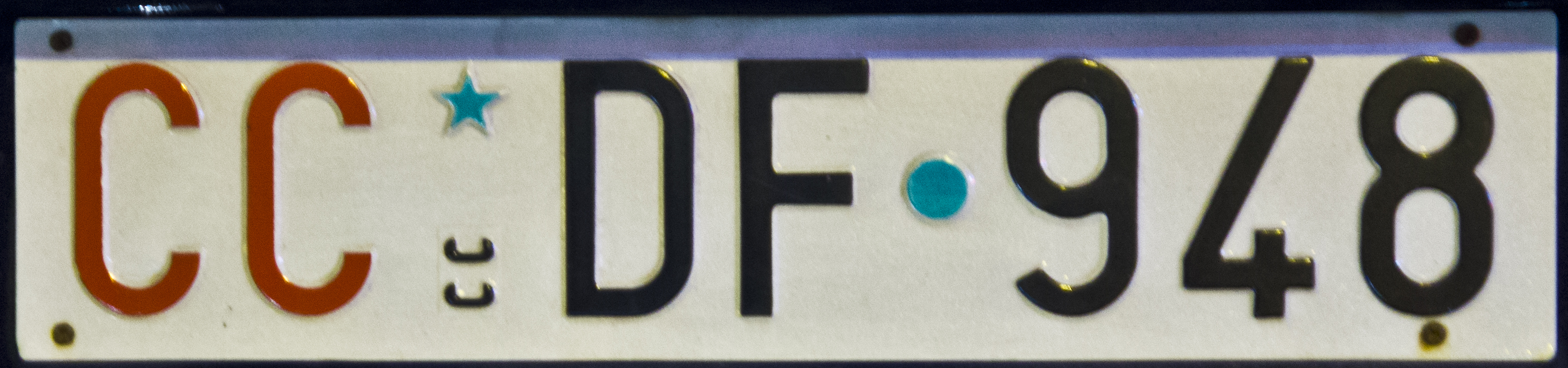
Corpo di Carabinieri.

Номерні знаки транспортних знаків карабінерів мають префікс «CC» (Carabinieri) червоного кольору з (2000 рок)у. Стиль — «CC LL 000», де «CC» є префіксом, «LL» — літера, а «0» — цифрою. Мотоцикли використовують систему «CC A0000».
До 2000 року акого номерного знака в обігу не було і карабінери використовували військові (EI) пластини.
Схематичне зображення:
| CC DF 948 |

Мотоциклетні.
| CC A 1905 |

### Тролейбусні
Формат тролейбусних номерних знаків — дволітерний провінційний код, за яким слідує логотип і номер оператора (зазвичай 3 цифри). Вони мають білі цифри на блакитному тлі, а їх розмір — 320 х 115 мм.

### Тестувальні
Тестувальні знаки мають квадратну форму (16,5 на 16,5 см) і відповідають формату «XX p X / XXXX» (де «X» може бути літерою або цифрою), де символи розміщені у два ряди. Місять «P» замість республіканського герба, що позначає «Prova» (Тест). Найчастіше використовуються автодилерами.
Чинного зразка
| X0P 1 AZ3A |

У 1985-1994 роках.
| ROMA P AR13A |

У 1948-1976 роках.
| PROVA MI 5322 |

У 1976-1985 роках.
| ROMA PROVA 5033 |

## Регіональні коди
| Код | Провінця             | Код  | Провінця        | Код | Провінця              | Код | Провінця          | Код | Провінця        |
| --- | -------------------- | ---- | --------------- | --- | --------------------- | --- | ----------------- | --- | --------------- |
| AG  | Агрідженто           | AL   | Алессандрія     | AN  | Анкона                | AO  | Валле-д'Аоста     | AP  | Асколі-Пічено   |
| AQ  | Л'Аквіла             | AR   | Ареццо          | AT  | Асті                  | AV  | Авелліно          | BA  | Барі            |
| BG  | Бергамо              | BI   | Б'єлла          | BL  | Беллуно               | BN  | Беневенто         | BO  | Болонья         |
| BR  | Бриндізі             | BS   | Брешія          | BT  | Барлетта-Андрія-Трані | BZ  | Больцано          | CA  | Кальярі         |
| CB  | Кампобассо           | CE   | Казерта         | CH  | К'єті                 | CL  | Кальтаніссетта    | CN  | Кунео           |
| CO  | Комо                 | CR   | Кремона         | CS  | Козенца               | CT  | Катанія           | CZ  | Катандзаро      |
| EN  | Енна                 | FC   | Форлі-Чезена    | FE  | Феррара               | FG  | Фоджа             | FI  | Флоренція       |
| FM  | Фермо                | FR   | Фрозіноне       | GE  | Генуя                 | GO  | Гориція           | GR  | Гроссето        |
| IM  | Імперія              | IS   | Ізернія         | KR  | Кротоне               | LC  | Лекко             | LE  | Лечче           |
| LI  | Ліворно              | LO   | Лоді            | LT  | Латіна                | LU  | Лукка             | MB  | Монца і Бріанца |
| MC  | Мачерата             | ME   | Мессіна         | MI  | Мілан                 | MN  | Мантуя            | MO  | Модена          |
| MS  | Масса-Каррара        | MT   | Матера          | NA  | Неаполь               | NO  | Новара            | NU  | Нуоро           |
| OR  | Орістано             | PA   | Палермо         | PC  | П'яченца              | PD  | Падуя             | PE  | Пескара         |
| PG  | Перуджа              | PI   | Піза            | PN  | Порденоне             | PO  | Прато             | PR  | Парма           |
| PT  | Пістоя               | PU   | Пезаро-е-Урбіно | PV  | Павія                 | PZ  | Потенца           | RA  | Равенна         |
| RC  | Реджо-Калабрія       | RE   | Реджо-Емілія    | RG  | Рагуза                | RI  | Рієті             | RN  | Ріміні          |
| RO  | Ровіго               | Roma | Рим             | SA  | Салерно               | SI  | Сієна             | SO  | Сондріо         |
| SP  | Ла Спеція            | SR   | Сиракуза        | SS  | Сассарі               | SU  | Південна Сардинія | SV  | Савона          |
| TA  | Таранто              | TE   | Терамо          | TN  | Тренто                | TO  | Турин             | TP  | Трапані         |
| TR  | Терні                | TS   | Трієст          | TV  | Тревізо               | UD  | Удіне             | VA  | Варезе          |
| VB  | Вербано-Кузіо-Оссола | VC   | Верчеллі        | VE  | Венеція               | VI  | Віченца           | VR  | Верона          |
| VT  | Вітербо              | VV   | Вібо-Валентія   |     |                       |     |                   |     |                 |

## Diplomatic codes
Засвітлені — нині не використовуються. Жирним шрифтом — нині використовуються. Q та U не можуть бути використаними, тому відмічені напівжирним.
| Код | Країна                           | Код | Країна                   | Код | Країна                            | Код            | Країна                     | Код            | Країна                                                 |
| --- | -------------------------------- | --- | ------------------------ | --- | --------------------------------- | -------------- | -------------------------- | -------------- | ------------------------------------------------------ |
| AA  | Албанія                          | AC  | Австрія                  | AE  | Бельгія                           | AG             | Болгарія                   | AK             | Чехія                                                  |
| AM  | Кіпр                             | AN  | Данія                    | AP  | Фінляндія                         | AQ             | Франція                    | AU             | Німеччина                                              |
| AV  | ФРН                              | BA  | НДР                      | BC  | Велика Британія                   | BF             | Словенія                   | BG             | Греція                                                 |
| BM  | Ірландія                         | BN  | Італія (Святий Престол)  | BP  | Сербія                            | BQ             | Хорватія                   | BR             | Люксембург                                             |
| BS  | Мальта                           | BT  | Монако                   | BV  | Норвегія                          | BX             | Нідерланди                 | CA             | Польща                                                 |
| CC  | Португалія                       | CE  | Румунія                  | CG  | Сан-Марино                        | CH             | Іспанія                    | CM             | Швейцарія                                              |
| CN  | Швеція                           | CQ  | Швейцарія                | CR  | Туреччина                         | CX             | Угорщина                   | DA             | Росія (колишній СРСР)                                  |
| DC  | Україна                          | DD  | Узбекистан               | DE  | Ватикан (Апостольська нунціатура) | DF             | Словенія                   | DG             | Північна Македонія                                     |
| DH  | Боснія і Герцеговина             | DL  | Словаччина               | DM  | Вірменія                          | DN             | Грузія                     | DP             | Казахстан                                              |
| DQ  | Латвія                           | DR  | Білорусь                 | DS  | Литва                             | DT             | Молдова                    | DV             | Ісландія                                               |
| DZ  | Азербайджан                      | EA  | Буркіна-Фасо             | EB  | Домініка                          | EC             | Уганда                     | ED             | Бурунді                                                |
| EF  | Руанда                           | EG  | Зімбабве                 | EH  | Катар                             | EL             | Чад                        | EM             | Мавританія                                             |
| EN  | Еритрея                          | EP  | Малі                     | ER  | Беліз                             | ES             | Екваторіальна Гвінея (FAO) | ET             | Косово                                                 |
| GA  | Афганістан                       | GB  | Саудівська Аравія        | GC  | Бангладеш                         | GD             | М'янма                     | GE             | Тайвань                                                |
| GF  | КНР                              | GK  | Філіппіни                | GL  | Північна Корея                    | GM             | Південна Корея             | GP             | ОАЕ                                                    |
| GQ  | Філіппіни                        | GS  | Японія                   | GZ  | Йорданія                          | HA             | Індія                      | HC             | Індонезія                                              |
| HE  | Іран                             | HF  | Ірак                     | HL  | Ізраїль                           | HP             | Ірак                       | HQ             | Кувейт                                                 |
| HR  | Ліван                            | HS  | Малайзія                 | HT  | Оман                              | HV             | Пакистан                   | HX             | Сирія                                                  |
| LA  | Шрі-Ланка                        | LB  | Таїланд                  | LE  | В'єтнам                           | LF             | Ємен                       | LH             | Чорногорія                                             |
| LM  | Східний Тимор                    | NA  | Алжир                    | NC  | Ангола                            | ND             | Камерун                    | NF             | Кабо-Верде                                             |
| NG  | Центральноафриканська Республіка | NH  | Республіка Конго         | NL  | Кот-д'Івуар                       | NM             | Єгипет                     | NR             | Ефіопія                                                |
| NT  | Габон                            | NX  | Гана                     | PA  | Гвінея                            | PB             | Кенія                      | PC             | Лесото                                                 |
| PD  | Ліберія                          | PE  | Лівія                    | PL  | Мадагаскар                        | PN             | Марокко                    | PQ             | Нігерія                                                |
| PS  | Сенегал                          | PT  | Сьєрра-Леоне             | PV  | Мозамбік                          | PX             | Сомалі                     | QA             | ПАР                                                    |
| QC  | Судан                            | QE  | Танзанія                 | QG  | Туніс                             | QL             | ДР Конго                   | QN             | Замбія                                                 |
| QP  | Нігер                            | SA  | Канада                   | SD  | Мексика                           | SF SH SL SN SQ | США                        | TA             | Коста-Рика                                             |
| TC  | Куба                             | TE  | Домініканська Республіка | TF  | Еквадор                           | TG             | Ямайка                     | TH             | Гватемала                                              |
| TL  | Гаїті                            | TM  | Гондурас                 | TP  | Нікарагуа                         | TQ             | Панама                     | TS             | Сальвадор                                              |
| UA  | Аргентина                        | UE  | Болівія                  | UF  | Бразилія                          | UH             | Чилі                       | UL             | Колумбія                                               |
| UN  | Парагвай                         | UP  | Перу                     | US  | Уругвай                           | UT             | Венесуела                  | VA             | Аргентина                                              |
| VF  | Бразилія                         | VL  | Колумбія                 | VS  | Уругвай                           | XA             | Мальта та Палестина        | XC XD XE XF XH | FAO, ООН, міжнародні організації, та Європейський Союз |
| XG  | Ватикан                          | ZA  | Австралія                | ZC  | Нова Зеландія                     |                |                            |                |                                                        |